# Gorenje Dialog
Gorenje Dialog 8-bitno je računalo koje je proizvodila slovenska tvrtka Gorenje od 1981. do 1986. Razvijen je suradnji s tadašnjim Fakultetom za elektrotehniku u Ljubljani, današnjim Fakultetom za računarstvo i informatiku.
Postojala su četiri različita modela. Dialog H kućni je model s FEBASIC-om integriranim u ROM, a ostali modeli radili su na FEDOS-u (podudarnom sa sustavom CP/M 2.2), sustavu razvijenom za modele Dialog P i M koji su se mogli proširiti dodavanjem memorije, sučelja IEEE 488, mrežnog sučelja i grafičke kartice u boji sa 16 boja (iz raspona od 256) i razlučivosti 256×256. Programska oprema i veći dio hardvera proizvedeni su u Sloveniji (uvezeni su integrirani sklopovi (mikročipovi) i diskovni pogoni). Spajanjem Iskre Delte s Gorenjem Dialog je zaustavljen zbog velike sličnosti s Deltnim Partnerom.

## Tehničke karakteristike
- Mikroprocesor: Zilog Z80A (modeli: H, 20, P) ili Hitachi HD64180 (model: M)
- RAM: 64 kB (proširivo na 256 kB na modelu P ili 512 na modelu M)
- ROM: 16 kB
- Operacijski sustav: FEDOS (kompatibilan s CP/M 2.2) ili FENIX
- Sekundarna memorija: disketa 5 1/4"